# CRTC1
El coactivador transcripcional regulado por CREB 1 (CRTC1), también conocido como diana del complejo de rapamicina (TORC1), es una proteína codificada en humanos por el gen crtc1. Este gen se expresa en un cierto número de tejidos, que incluyen el cerebro fetal, el hígado y el corazón adulto, el músculo esquelético y las glándulas salivares.